# Zarzyń
Zarzyń (do 31 grudnia 2016 Żarzyn) – wieś w Polsce położona w województwie lubuskim, w powiecie sulęcińskim, w gminie Sulęcin.
Wieś duchowna Żarzyn, własność komandorii joannitów w Łagowie pod koniec XVI wieku leżała w powiecie poznańskim województwa poznańskiego. W latach 1975–1998 miejscowość administracyjnie należała do województwa gorzowskiego.